# Dècada del 270

## Esdeveniments
- Continuació de la crisi del segle iii a l'Imperi Romà.
- Entre 268 i 273: reorganització administrativa d'Itàlia. Aurelià transforma la correctura instituïda per Caracal·la en una funció permanent.[1]
- 271: revolta econòmica a Roma. Començament de la construcció de la Muralla Aureliana a Roma.
- 272: primera campanya d'Orient d'Aurelià (emperador romà). Presa de Antioquia, batalla de Homs, presa de Palmira.
- 273: guerra de Roma contra els Carps. Segona campanya d'Orient d'Aurelià. Saqueig de Palmira i presa d'Alexandria
- 274 - Reforma de la moneda a Roma
- 274 - El culte al Sol esdevé oficial a Roma. El Sol és reconegut oficialment com el déu suprem de l'imperi. Sé li dedica un temple a Roma, s'institueixen festes periòdiques i es crea un col·legi públic de pontífex del Sol. Les monedes encunyades en aquesta ocasió representen l'efígie del Sol amb la llegenda : « Sol dominus imperii romani ». L'emperador, emanació del Sol, és la figura viva. El monoteisme solar quedarà com a religió oficial fins a l'any 323 amb la mort de Licini I.[2]
- Cap a 270: 
  - A Pèrsia, Kartir, gran magupat del rei sassànida, dirigeix la repressió de totes les heretgies.
  - l'emperador Luci Domici Aurelià destrueix una gran part del Bruchium, el barri d'Alexandria on són situats el museu i la Biblioteca d'Alexandria.[3]
  - Endubis, rei de Aksum (Etiòpia).[4]

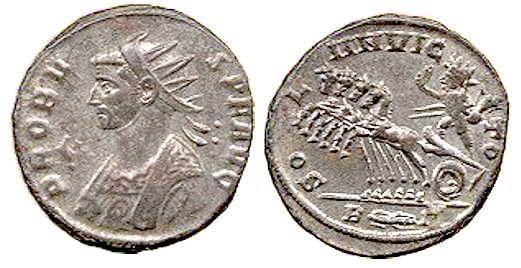
Moneda de l'emperador Marc Aureli Probe amb Sol Invictus sobre una quadriga.

- Els Burgundis, que han abandonat la plana del Vístula i comencen la seva migració cap a l'oest, són a l'Elba cap el 270, aliats dels vàndals del rei Igillos.[5]

## Personatges destacats
- Lluci Domici Aurelià, emperador romà (270-275)
- Marc Aureli Probe, emperador romà (276-282)
- Papa Eutiquià
- Marc Claudi Tàcit
- Zenòbia
- Tètric I
- Bahram I
- Bahram II
- Marc Piavoni Victorí
- Vabalat